# المدار الدائري الداخلي المستقر
المدار الدائري الداخلي المستقر (بالإنجليزية: Innermost stable circular orbit) هو المدار الدائري الأصغر والذي تدور فيه شحنات الاختبار باستقرار حول الأجسام الضخمة في النسبية العامة. يعتمد موقع هذا المدار ونصف القطر risco على قوة الدفع الزاوية للجسم المركزي.
لعب المدار الدائري الداخلي المستقر دورًا مهمًا في الأقراص المزودة في الثقوب السوداء لأنها تمثل حافة القرص.
بالنسبة للأجسام الضخمة غير الدورانية، حيث يكون المجال التثاقلي معبرًا عنه بمصفوفة شوارزشيلد، يكون موقع المدار في،
{\displaystyle r_{\mathrm {isco} }={\frac {6\,GM}{c^{2}}}=3R_{S},}
حيث تكون RS هي نصف قطر شوارزشيلد للجسم الضخم والذي تكون كتلته M. وبالتالي، فإن للأجسام غير الدورانية، يكون المدار الدائري ثلاث أضعاف نصف قطر شوارزشيلد فقط، RS، مما يقترح أن الثقوب السوداء والنجم النيوتروني لها مدارات دائرية داخلية مستقرة خارج أسطحها. كلما تزداد القوة الدافعة الزاوية للجسم المركزي، كلما قلت risco.
تظل المدارات الدائرية ممكنة بين المدار الدائري الداخلي المستقر وغلاف الفوتون، ولكنها غير مستقرة. يتكون غلاف الفوتون من نصف قطر يعادل:
{\displaystyle r_{\mathrm {isco} }={\frac {6\,GM}{c^{2}}}=3R_{S},}
وبالنسبة للجسيمات أو شحنات الاختبار مثل الفوتونات، يكون المدار الدائري الوحيد الممكن تحديدًا عند غلاف الفوتون، وغير مستقر. داخل غلاف الفوتون، لا يوجد مدارات دائرية.

## الثقوب السوداء الدوارة
في حالة الثقوب السوداء الدوارة تكون المسألة أكثر تعقيدًا. فمعادلة المدار الدائري الداخلي المستقر في هندسة كير معتمدة على كون المدار في حركة تراجعية أو حركة تقدمية:
{\displaystyle r_{\mathrm {isco} }={\frac {GM}{c^{2}}}\left(3+Z_{2}\pm {\sqrt {(3-Z_{1})(3+Z_{1}+2Z_{2})}}\right)}
حيث
{\displaystyle Z_{1}=1+{\sqrt[{3}]{1-x^{2}}}\left({\sqrt[{3}]{1+x}}+{\sqrt[{3}]{1-x}}\right)}
{\displaystyle Z_{2}={\sqrt {3x^{2}+Z_{1}^{2}}}}
حيث تعتبر ({\displaystyle x=a/M} هي مقياس الدوران. وبينما يزداد معدل دوران الثقب الأسود، تزداد الحركة التراجعية للمدار الدائري الداخلي المستقر تجاه (##معادلة) (أربع أضعاف ونصف لنصف قطر الأفق a=0) وبينما يقل المدار الدائري الداخلي تجاه نصف قطر الأفق ويظهر أنه يندمج مع ثقب أسود خارجي (على الرغم من أن هذا الاندماج الأخير وهمي وصنيع إحداثيات بوير-ليندكويست)
إذا كان الجسيم يدور أيضًا، فهناك المزيد من الانقسام في المدار الدائري الداخلي اعتمادًا على اصطفافه مع أو ضد دوران الثقب الأسود.